# Marek Penksa
Marek Penksa (* 4. srpna 1973, Veľký Krtíš, Československo) je bývalý slovenský fotbalový záložník, mládežnický reprezentant Československa a reprezentant Slovenska. Mimo Slovensko působil na klubové úrovni v Německu, Polsku, Rakousku a Maďarsku.
Jeho bratrancem je fotbalový brankář Pavol Penksa.

## Reprezentační kariéra

### Československo
S československým mládežnickým reprezentačním týmem do 16 let se stal mistrem Evropy v roce 1990 v německém Erfurtu, kde ve finálovém souboji výběr Československa porazil tehdejší Jugoslávii 3:2 po prodloužení. Penksa vstřelil ve finále jednu branku.

### Slovensko
V dresu A-mužstva Slovenska nastoupil v letech 1994–1995 celkem v sedmi zápasech, gól nevstřelil. Debutoval 16. 8. 1994 v přátelském utkání v Bratislavě proti reprezentaci Malty (remíza 1:1).

### Reprezentační zápasy
Zápasy Marka Penksy za A-mužstvo Slovenska
| Rok    | Zápasy | Góly |
| ------ | ------ | ---- |
| 1994   | 3      | 0    |
| 1995   | 4      | 0    |
| Celkem | 7      | 0    |